# 库尔德·于尔根斯
庫爾德·古斯塔夫·安德烈亞斯·戈特利布·弗朗茨·于爾根斯（德語：Curd Gustav Andreas Gottlieb Franz Jürgens；1915年12月13日—1982年6月18日）是一位奥地利的舞臺演員和電影演員，也是著名國際影星，他在許多英語片中擔任角色，他在英語電影中通常被稱爲"Curt Jurgens"，1955年他與伊夫·蒙當合作，出演了《英雄與罪人》（法語片）而獲沃爾庇杯最佳男演員獎。

## 早期演藝生涯
于爾根斯1915年12月13日出生於德意志帝國的慕尼黑的索恩區。他的父親是漢堡的商人，母親是法語教師。他有兩個雙胞胎姐姐，珍妮特和瑪格麗特。
他最早的職業是一名記者，後來成爲了一名舞臺演員。1935年他開始了電影演藝生涯，從那以後直到1944年，他參演了多部影片，雖然那時他還不是這些影片的主角。同時，他還作爲舞臺演員活躍在維也納大衆劇場（1938年-1941年）和城堡劇院（1940年-1944年）。
希特勒政權誕生之後，于爾根斯對納粹主義一直持抵制態度。1944年在拍完電影《Wiener Mädeln》之後，在維也納的一家啤酒舘與奧地利的高級黨衛軍軍官恩斯特·卡爾滕布倫納的胞弟羅伯特·卡爾特布倫納（Robert Kaltenbrunner）、黨衛軍上尉奧托·斯科爾茲內和維也納希特勒青年團負責人巴爾杜爾·馮·席拉赫的一名下屬發生了爭鬥，當時于爾根斯並不知道這些人的背景。事後，于爾根斯被送到了匈牙利境内的一所專門關押“政治危險人物”的集中營。幾周之後，他成功逃脫並隱藏起來直到戰爭結束。戰後于爾根斯正式成爲了奧地利公民。

## 戰後演藝生涯

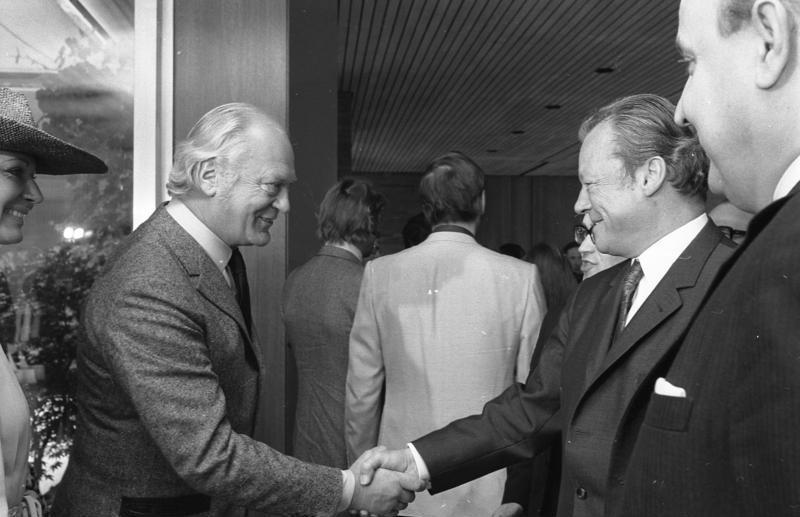
與西德政府總理勃蘭特（1971年）

戰後，于爾根斯在許多二戰題材的影片中扮演德國軍官角色。1955年他在電影《魔鬼將軍》（The Devil's General）中，飾演了二戰期間德國空軍王牌將領恩斯特·烏德特。于爾根斯的第一部好萊塢影片是1957年與美國影星羅伯特·米徹姆一起合拍的《海底喋血戰》。1962年他與當時的多國超級影星一起參演了英國導演肯·安納金執導的《最長的一天》，在該片中他扮演了德國將軍君特·布魯門特里特。1956年他與法國電影演員碧姬·芭杜合作出演了《上帝創造女人》。1959年在喜劇片《藍色天使》中飾演伊曼紐·拉斯教授。
在後來的年代，他參演了BBC系列劇《鷹的隕落》(1974年)、在詹姆斯·邦德的電影系列中《海底城》（1977年）中扮演了反派角色，一個反社會的企業家卡爾·斯特隆伯格。他參演的最後一部電影是與法國影星阿蘭·德龍、克劳德·杰德共同合作的《德黑蘭1943》，這是一部以虛構的形式描寫了二戰期間斯大林、丘吉爾、羅斯福盟國三巨頭會聚德黑蘭的歷史事件，由蘇聯、法國、瑞士三國合拍，在影片中他飾演了反派角色Maître Legraine。他的最後一部電視劇是在BBC的《笑面人》（1982年）中飾演弗拉基米爾將軍，這個影片根據同名小説改編，描寫了冷戰期間西方與蘇聯之間開展的間諜戰。
戰後，他總共參演了100多部電影。除此之外，他繼續作爲城堡劇院的成員活躍在舞臺。1973年至1977年，他在薩爾茨堡音樂藝術節中扮演劇作家胡戈·馮·霍夫曼史塔作品《傑德曼》的主角。他最後一次的舞臺演出是1981年3月9日的維也納國家歌劇院扮演莫扎特的歌劇《後宫誘逃》中的Bassa Selim角色。除此之外，他還親自導演了幾部電影，但反響平平。
由於1933年夏天的一次車禍，導致了他失去生育能力因而膝下無子 ，
1982年6月18日于爾根斯去世，他去世後下葬在維也納中央公墓。

## 部分參演電影作品

### 戰前作品
- 作爲首次銀幕亮相，他在皇家圓舞曲（英语：Königswalzer (1935 film)）影片中（1935年）飾演奧匈帝國皇帝弗朗茨·約瑟夫一世
- 家庭巡禮（英语：Family Parade）（1936年），飾演Graf Erik Stjernenhö
- 不为人知的故事（英语：The Unknown (1936 film)）（1936年），飾演Hans Wellenkamp
- 愛會撒謊（英语：Love Can Lie）（1937年），飾演Student Holger Engström
- 前往新海岸（英语：To New Shores）（1937年），飾演Bobby Wells的朋友（無名）
- 怕聽銷魂曲（英语：Tango Notturno）（1937年），飾演音樂家Jac的朋友（無名）
- 昨晚的女孩（英语：The Girl of Last Night）（1938年），飾演Die drei Attachés
- 音樂電影小歌劇（英语：Operetta (film)）（1940年），飾演音樂家指揮卡爾·米洛克（英语：Carl Millöcker）
- 諸神所愛之人（英语：Whom the Gods Love (1942 film)）（1942年），飾演約瑟夫二世
- 女人并非天使（英语：Women Are No Angels）（1943年），飾演Bandini

### 戰後作品

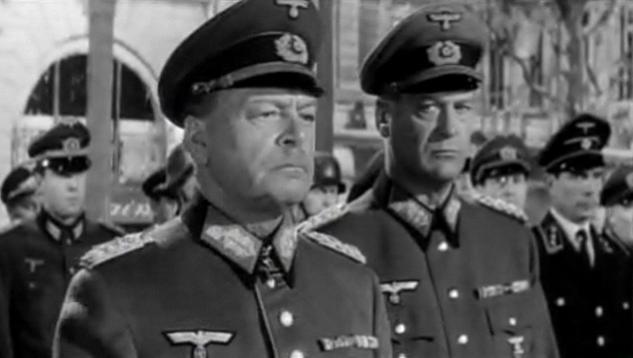
影片《最長的一天》劇照，于爾根斯飾演德國將軍君特·布魯門特里特（右）

- 歌唱之家（英语：The Singing House）（1948年），飾演Bandleader Hans Storch
- 吹號的天使（英语：The Angel with the Trumpet (1948 film)）（1948年），飾演Graf Leopold Thraun
- 海岸共鳴（英语：On Resonant Shores）（1948年），飾演Stefan Keller
- 天堂圓舞曲（英语：The Heavenly Waltz）（1948年），飾演Clemens M. Weidenauer
- 維也納的姑娘們（英语：Viennese Girls）（1949年），飾演Graf Lechenberg
- 死亡獎金（英语：Bonus on Death）（1950年），飾演男高音歌手Gunarson
- 接吻無罪（英语：Kissing Is No Sin (1950 film)）（1950年），飾演宮廷歌手Felix Alberti
- 忐忑的新婚之夜（英语：The Disturbed Wedding Night）（1950年），飾演Lawrence Vinning
- 罕見的情人（英语：A Rare Lover）（1950年），飾演Sascha Borotraz
- 生活之家（英语：House of Life）（1952年），飾演Axel Jolander
- 山上的玫瑰（英语：Rose of the Mountain）（1952年），飾演音樂作曲家Jack Long
- 他們稱之爲的愛（英语：They Call It Love）（1953年），飾演Peter Malmö
- 爲父親做的一切（英语：Everything for Father）（1953年），飾演Clemens Haberland
- 愛情馬戲團（英语：Circus of Love）（1954年），飾演Toni
- 愛的囚徒（英语：Prisoners of Love (1954 film)）（1954年），飾演Willi Kluge
- 英雄與罪人（英语：Les héros sont fatigués）（1955年），飾演Wolf Gerke[8]
- 魔鬼將軍（1955年），飾演將軍Harry Harras[9]
- 沒有幻想的愛（英语：Love Without Illusions）（1955年），飾演Walter
- 披著絲綢的魔鬼（英语：Devil in Silk）（1956年），飾演Thomas Ritter
- 金橋（電影）（英语：The Golden Bridge）（1956年），飾演Balder[10]
- 上帝創造女人（1956年）， 飾演Eric Carradine[11]
- 海底喋血戰（英语：The Enemy Below）（1957年），飾演潛艇艦長Von Stolberg[12]
- 奴隸塔曼戈（英语：Tamango）（1958年），飾演船長John Reinker[13]
- 少女嬉春（英语：This Happy Feeling）（1958年），飾演Preston Mitchell[14]
- 輪渡香港（英语：Ferry to Hong Kong）（1959年），飾演Mark Bertram Conrad[15]
- 藍色天使（英语：The Blue Angel (1959 film)）（1959年），飾演教授Immanuel Rath[16]
- 最長的一天（1962年），飾演德國將軍君特·布魯門特里特上將[17]
- 神奇的白種馬（英语：Miracle of the White Stallions）（1969年），飾演德國將軍von Tellheim[18]
- 不列顛之戰（1969年），飾演納粹德國駐瑞士大使Baron von Richter[19][20]
- 戰地突擊隊（英语：Battle of the Commandos）（1969年），飾演德國將軍von Reilow[21]
- 黃色夜鶯（德语：Die gelbe Nachtigall (Film)）（1974年）飾演Albert Korz[22]
- 喜劇片娇女克猛男（英语：Soft Beds, Hard Battles）（1974年），飾演德國將軍Von Grotjahn[23]
- 含羞草也想開花（英语：The Mimosa Wants to Blossom Too）（1976年），飾演Josef Popov
- 海底城（1977年），飾演卡爾·施特隆貝格[24]
- 德黑蘭1943（英语：Teheran 43）（1981年），飾演 Maître Legraine[25]